# Dichaea cryptarrhena
Dichaea cryptarrhena är en orkidéart som beskrevs av Heinrich Gustav Reichenbach och Friedrich Fritz Wilhelm Ludwig Kraenzlin. Dichaea cryptarrhena ingår i släktet Dichaea och familjen orkidéer. Inga underarter finns listade i Catalogue of Life.